# Parachelifer longipalpus
Parachelifer longipalpus es una especie de arácnido del orden Pseudoscorpionida de la familia Cheliferidae.

## Distribución geográfica
Se encuentra en el centro de Estados Unidos.